# Reduced Gradient Bubble Model
Il Reduced Gradient Bubble Model (RGBM) è un algoritmo di decompressione usato in molti computer subacquei, inizialmente in quelli della casa di produzione Mares e Suunto e, ultimamente, anche in molti altri.
L'algoritmo in questione considera, ai fini del calcolo delle tappe di decompressione e del profilo di immersione, sia l'azoto disciolto nell'organismo sia quello gassoso in modo da consentire una sicura desaturazione del subacqueo, prevenendo così la crescita eccessiva delle dimensioni delle microbolle, sempre presenti, senza però pregiudicare troppo la durata dell'immersione.